# Sauterelle

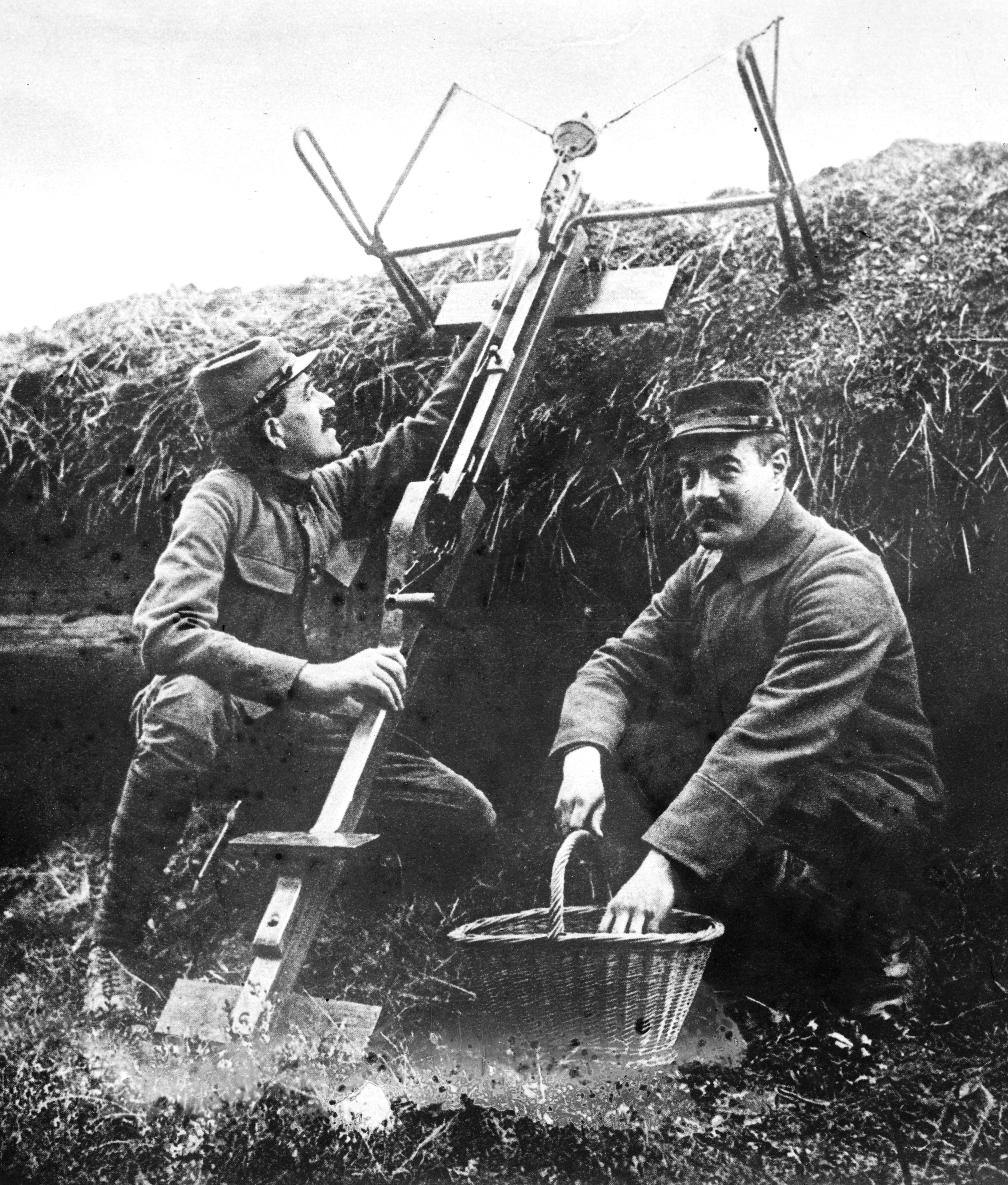
Sauterelle we francuskim okopie

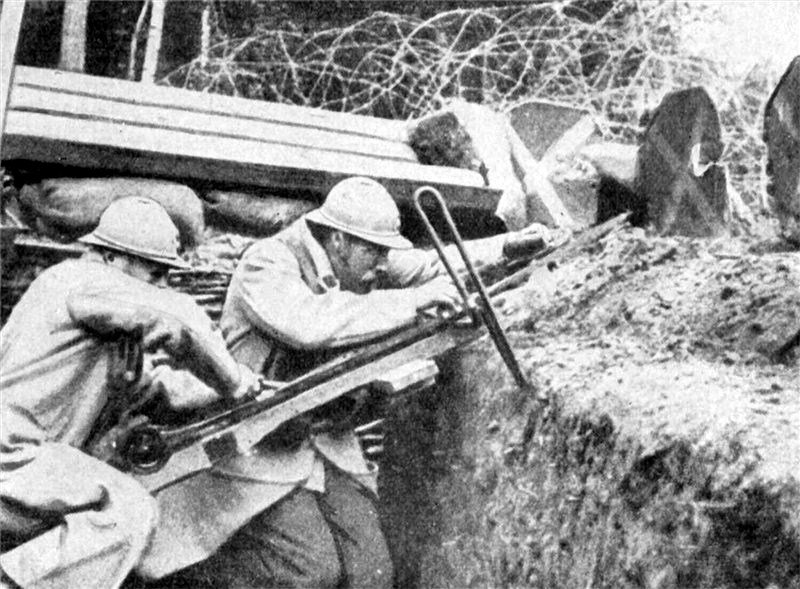
Sauterelle przygotowywana do wystrzału

Sauterelle (pol. pasikonik) – francuska kusza okopowa (katapulta) używana na froncie zachodnim I wojny światowej, umożliwiająca rzucanie granatem ręcznym po wysokiej trajektorii do okopów wroga. Opracowana w 1915 roku przez oficera armii francuskiej Elie André Broca kusza została początkowo odrzucona przez francuskie wojska lądowe, ale ostatecznie została przyjęta na osobiste polecenie generała Henri Berthelota, który uważał, że broń tego typu przyda się w wojnie pozycyjnej.

## Opis
Wykonana ze stali Sauterelle o masie 24 kilogramów rzucała francuskim granatem F-1 lub brytyjską bombą Millsa na odległość 110–140 metrów. Przed sprężyną znajdował się wspornik, który łagodził nadmierne napięcie łuku i cięciwy wykonanej ze stalowej linki. Łuk naciągany był za pomocą obracającej się rączki: wokół trzonu owijano cięciwę i wciągano suwak cięciwy, aż do momentu zatrzymania się na haku spustowym.
Do strzelania konieczne było ustawienie kuszy pod kątem 45° do ściany okopu, co zapewniało maksymalny zasięg dla wyrzucanego granatu. W zależności od stopnia naprężenia można było określić, jak daleko zostanie rzucony granat. W tym celu po lewej stronie kuszy umieszczono skalę, dzięki której decydowano o miejscu zatrzymania naciągu. Po włożeniu granatu do kuszy, żołnierz siedzący na małym siedzisku wyciągał zawleczkę i natychmiast naciskał spust kuszy, by wypuścić granat. Szybkostrzelność Sauterelle sięgała 4 strzałów na minutę.